# Papež Pelagij II.
Pelagij II., rimski škof, (papež) rimskokatoliške Cerkve, * okrog 520 Rim (Italsko kraljestvo) ; † 7. februar 590 Rim, (Bizantinsko cesarstvo).

## Življenjepis
V tretjem mescu po Benediktovi smrti – 26. novembra 579 – so izvolili za papeža v Rimu rojenega Vinigildovega sina, Gota  Pelagija. Takrat so Langobardi še oblegali mesto; prav zaradi tega so ga tudi takoj, brez cesarjeve potrditve, posvetili. Privzel si je ime Pelagij II. Rimljani so takrat zbrali iz cerkvenih zakladnic 300 funtov zlata, da so dosegli njihov umik in zagotovilo, da bodo Rim pustili pri miru tudi za naprej. Ko so Langobardi zopet napadali, se je papež obrnil na frankovskega kralja Klotarja (584-629), "saj se namreč dozdeva, da je Bog frankovsko ljudstvo zatorej napravil za člana katoliške Cerkve, da bi branili pred divjimi Langobardi celo Italijo."
Premirje med Langobardi in bizantinskim eksarhom Smaragdom (namestnikom v Raveni) leta 585 je prineslo nekaj olajšanja tudi Rimu. V miru so lahko obnovili vrsto cerkva in zgradili novo baziliko sv. Lovrenca zunaj obzidja.

### Prizadevanje za krščansko enotnost
- 1. Pelagij si je prizadeval za vrnitev k edinosti Cerkva, ki so pretrgale povezanost z Rimom zaradi Treh poglavij.  Milanski nadškof Honorat (Honoratus) je umrl 574 v Genovi. Tam so izvolili za njegovega naslednika Rimu naklonjenega Lovrenca; istočasno so pa v Milanu postavili na škofijski sedež Fronta. Lovrenc je prek poslancev zagotovil papežu zvestobo s prošnjo za potrditev izvolitve, kar je papež z lahkoto storil, ker je medtem Fronto umrl. Na ta način je prenehal milanski razkol.
- 2. Veliko težje je šlo z Oglejem, čigar škof si je prisvajal naslov patriarha; pod njegovo oblast so spadale dežela Istra , Dalmacija , Norik  in Raetia Secunda. Papež mu je pisal ginljivo pismo: «Bratje, poglejte okrog sebe! Videti je, ko da je prišel konec sveta in popolna tema je pokrila zemljo; podobno kot v Noetovem času nas je pokril tok potopa – a vi nočete vstopiti v rešilno barko.« Zaman, vse je bilo kot bob ob steno. Njegovemu nasledniku Heliju pa je poslal – neuspešno – pismo in visoko odposlanstvo. Nato je pisal še dvoje pisem, ki ju je sestavil takratni apokriziarij v Carigradu, bodoči papež Gregor Veliki. Ko vse skupaj ni nič zaleglo, jih je poskusil prisiliti ravenski eksarh Smaragd (eksarh) z orožjem. Helija se je obrnil tedaj na cesarja s prošnjo, naj potrpijo vsaj tako dolgo, da se rešijo langobardskega jarma: »dotlej pa naj nihče ne sili škofov k edinosti z Rimom.« Po Helijevi smrti so spet izvolili razkolu naklonjenega Severa (Severus), ki ga je zaradi trdovratnega vztrajanja v razkolu z več škofi vred eksarh dal privesti v Raveno in vreči v ječo, kjer so podpisali obrazec zedinjenja; kakor hitro pa so bili na prostosti, so v Muranu na sinodi desetih škofov 590 podpis preklicali. Pavlin (557-569) in njegovi nasledniki vztrajali v razkolu, ki ga je zgladil deloma že Gregor Veliki (590-604), a dokončno šele Sergij (687-701).

Pod oglejski patriarhat je takrat spadalo celotno slovensko  ozemlje. Na sinodi v Gradežu, ki jo je leta 579 sklical drugi Pavlinov naslednik Helija, sta sodelovala tudi škof Patricij iz Emone  in škof Janez iz Celeje. Oba ta škofa sta se udeležila tudi sinode v Maranu 590; tokrat sta omenjena brez navedbe škofije, zaradi česar lahko sklepamo, da sta bila tedaj begunca pred prodirajočimi Slovani, njuni škofiji pa že uničeni. V tem času so propadle vse antične škofije v notranjosti Slovenije.
- 3. Največje veselje pa je doživel papež, ko je sprejel v Španiji vladajoči  južnogotski  arijanski  kralj Rekared I. katoliško vero na cerkvenem zboru v Toledu skupaj s škofi in ljudstvom, kar je dal takoj sporočiti papežu.
- 4. V Carigradu pa si je tedaj začel častihlepni patriarh Janez Spokornik prisvajati z očitno podporo dvora visokodoneči naslov ekumenski patriarh, ki je očitno ogrožal rimsko prvenstvo.

## Smrt
589 je Tibera  prestopila bregove ter povzročila poplave in kugo. Papež je za preizkušeno ljudstvo vse žrtvoval: odprl jim je svojo palačo in bolnike negoval z lastnimi rokami. Tako se je tudi sam okužil in podlegel neozdravljivi bolezni in umrl 7. februarja 590 v Rimu. Pokopali so ga v baziliki svetega Petra.
Nekateri viri ga imajo za svetnika; v novem svetniškem koledarju ga ni. 

### Zanimivost
Pravijo, da kadar je začel kužni bolnik kihati, ni bil več daleč od smrti. Zato je papež Pelagij uvedel navado, da so kihajočega bolnika pokrižali na čelo, na usta in na prsa, kar se je na Slovenskem ohranilo vse do danes. Iz tega razloga se pri kihanju reče: »Bog pomagaj!« - da bi se obrnilo z Božjo pomočjo na bolje in da bi bolnik bolezen premagal. 